# Liste des maires d'Argenton-sur-Creuse
Cet article dresse une liste par ordre de mandat des maires d'Argenton-sur-Creuse.

## Liste des maires
| Période                                  | Période         | Identité                       | Étiquette             | Qualité |
| ---------------------------------------- | --------------- | ------------------------------ | --------------------- | --- |
| Les données manquantes sont à compléter. |                 |                                |                       | |
|                                          | 1789            | M. Lavandrier de Villaines     |                       | Premier échevin |
| 22 février 1790                          | 1790            | Pierre Noël Rostain            |                       | Premier maire élu |
| 1er décembre 1790                        | 1794            | Michel Lacoste                 |                       | Bourgeois |
| 8 mars 1794,                             | 1795            | Antoine Beaufumé               |                       | Marchand |
| 23 juin 1795                             | 1796            | Jean Crochereau du Vivier      |                       | |
| 26 mars 1796                             | 1799            | Jean Brunet                    |                       | Lieutenant de gendarmerie |
| 20 avril 1799                            | 1814            | Jean-Baptiste Aucler-Descottes |                       | Député |
| 1814                                     | 1823            | François Robin de Scévole      |                       | 1er adjoint de Jean-Baptiste Aucler-Descottes |
| 1823                                     | 1827            | René-Antoine Couté de Paumulle |                       | Conseiller général |
| 1827                                     | 1830            | Gabriel Bidault-Deschaumes     |                       | |
| 16 janvier 1830                          | 21 octobre 1838 | Jean-Baptiste Rostain          |                       | 1er adjoint en 1822 Conseiller général d'Argenton-sur-Creuse |
| 9 décembre 1838                          | 1848            | Cyprien Duhail                 |                       | Avocat Conseiller général d'Argenton-sur-Creuse |
| 9 mai 1848                               | 1849            | Alexandre Huart                | Républicain           | Conseiller général |
| 26 juillet 1849                          | 1852            | M. Huguet                      | Républicain           | Boulanger |
| 11 février 1852                          | 1853            | Pierre Léon Deribéré           | Républicain           | |
| 25 février 1853                          | 1853            | Jules Pataud                   |                       | Banquier |
| 20 juin 1853                             | 1856            | Hippolyte Jouslin              |                       | Médecin |
| 9 mars 1856                              | 1863            | André Delage                   |                       | |
| 2 mai 1863                               | 1868            | Jean-Baptiste Pérussault       |                       | Notaire |
| 23 mai 1868                              | 1869            | Cyprien Duhail                 |                       | |
| 30 août 1869                             | 1880            | Charles Grand'homme            |                       | Entrepreneur de travaux publics Conseiller général d'Argenton-sur-Creuse |
| 7 mars 1880                              | 1881            | Pierre Juillet                 |                       | Tanneur |
| 12 octobre 1881                          | 1883            | Ernest Gabillon                |                       | Notaire Conseiller d'arrondissement |
| 20 mai 1883                              | 1888            | François Thomas                |                       | Pharmacien |
| 20 mai 1888                              | 1895            | Raymond Marandon               |                       | Tanneur |
| 13 mars 1895                             | 16 mai 1908     | Jean dit Honoré Barde          | Républicain           | Coiffeur Conseiller d'arrondissement |
| 24 mai 1908                              | 1912            | François Rouer                 |                       | Tanneur |
| 19 mai 1912                              | 1918            | Léon Pacton                    |                       | Pharmacien |
| 18 avril 1918                            | 1935            | Paul Hautreux                  | Républicain de gauche | Entrepreneur de confection |
| 15 mai 1935                              | 1938            | Alexandre Lendormy             | Républicain           | Instituteur |
| 21 mai 1938                              | 7 juillet 1944, | Alphonse Giraud                |                       | Nommé conseiller départemental en 1942 |
| 7 juillet 1944,                          | 7 novembre 1944 | Joseph Dupuis                  |                       | Entrepreneur de travaux publics Conseiller général d'Argenton-sur-Creuse |
| 7 novembre 1944                          | 1945            | Armand Coulaud                 |                       | Négociant |
| 19 mai 1945                              | 21 octobre 1947 | René Ferrant                   | Radical               | Conseiller général d'Argenton-sur-Creuse |
| 21 octobre 1947                          | mars 1959       | Joseph Dupuis                  |                       | Conseiller général d'Argenton-sur-Creuse |
| 5 mai 1959                               | mars 1983       | Jean Frappat                   | Radical               | Vétérinaire Conseiller général d'Argenton-sur-Creuse |
| mars 1983                                | juin 1995       | André Advenier                 | UDF                   | Vétérinaire Conseiller général d'Argenton-sur-Creuse |
| juin 1995                                | juin 2001       | Michel Sapin                   | PS                    | Conseiller de tribunal administratif Président de la CC du pays d'Argenton-sur-Creuse Conseiller général d'Argenton-sur-Creuse |
| 2002                                     | avril 2004      | Michel Sapin                   | PS                    | Président de la CC du pays d'Argenton-sur-Creuse Conseiller général d'Argenton-sur-Creuse |
| 2004                                     | 2007            | Michel Quinet                  | PS                    | Médecin 1er adjoint au maire (2007-2012) 4e adjoint au maire (2014-) |
| 2007                                     | juin 2012       | Michel Sapin                   | PS                    | Président de la CC du pays d'Argenton-sur-Creuse Député |
| juin 2012                                | mars 2014       | Michel Quinet                  | PS                    | Médecin 1er adjoint au maire (2007-2012) 4e adjoint au maire (2014-) |
| mars 2014                                | en cours        | Vincent Millan                 | PS                    | Contrôleur de gestion au conseil départemental du Cher Adjoint au maire (2008-2012) 1er adjoint au maire (2012-2014) Président de la CC du pays d'Argenton-sur-Creuse, (2012-2016) Président de la CC Éguzon - Argenton - Vallée de la Creuse (2017-) |